# 吕措号重巡洋舰
吕措号是納粹德國战争海军建造的一艘重巡洋舰，为希佩尔将军级的第五个成员及末舰，但未能完工。它于1937年8月开始架设龙骨、1939年7月下水，之后苏联要求购买该舰。德國海军于1940年2月同意出售，至同年4月15日完成转让。舰只在售予苏联时仍然是未完工的，仅安装了八门203毫米口径的主炮塔的一半，舰艛的大部分缺失。
舰只于1940年9月更名为彼得罗巴甫洛夫斯克号（俄语：Петропавловск），但由于德苏两国本身嫌隙，在船员培训和移交技术资料以完成在列宁格勒造船厂进行的工作方面合作不力，该舰的建造工作一再拖延。
当德国于1941年6月入侵苏联时，舰只仍未完工，但它反而曾短暂地参加了列宁格勒保卫战，为苏联守军提供火炮支援。它于1941年9月反遭德国火炮严重破坏，1942年4月沉没，至1942年9月打捞上岸。在修复完成后，该舰被重新命名为塔林号（Таллин），并于1944年苏联反攻列宁格勒期间使用。战争结束后，舰只被用作固定的训练平台和浮动兵营，然后在1953年至1960年间拆解报废。

## 设计

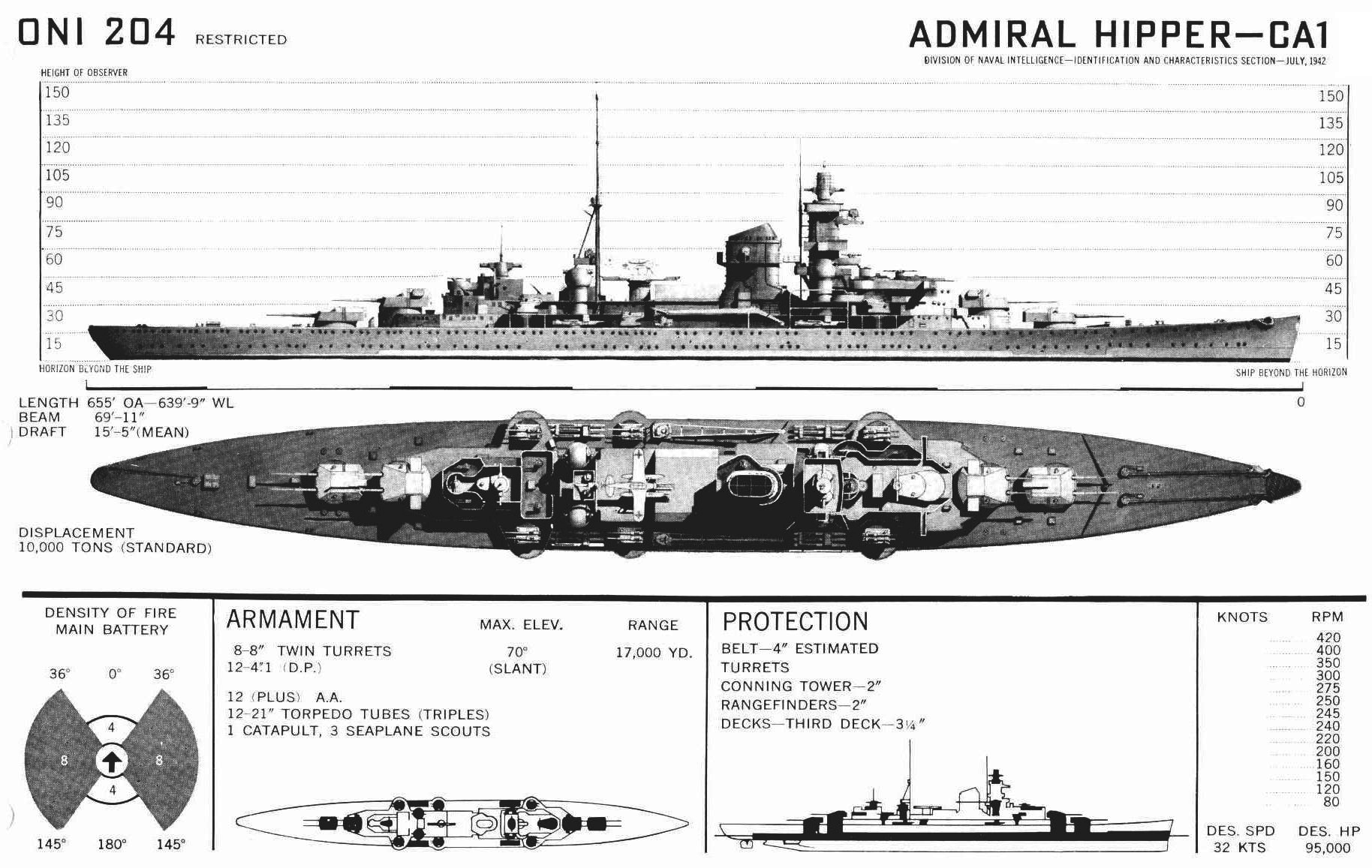
希佩尔将军级舰只识别图

希佩尔将军级重巡洋舰是随着纳粹党于1933年上台并废除《凡尔赛条约》的裁军条款后，在德国海军重整军备的背景下订购的。1935年，德国与英国签订《英德海军协定》，为德国海军重整军备提供了法律依据；该条约明确规，德国将能够建造五艘10,000長噸（10,000公噸）的“条约巡洋舰”。希佩尔将军级尽管名义上在万吨的限制框架内，但实际上大大超出了这个数字。
吕措号的全长为210公尺，有21.8公尺的舷宽和7.9公尺深的吃水。其设计排水量为17,600長噸（17,900公噸），满载排水量可高达20,100長噸（20,400公噸）。舰只的推进系统由三组齿轮减速蒸汽轮机组成，涡轮机的蒸汽则由十二台超高压燃油锅炉供应。这些动力装置的额定功率为13,200匹軸馬力（9,800千瓦特）、最高速度为32節。其标准船员编制为42名军官和1340名水兵。

### 武裝
吕措号的主舰炮为八门安装在四座双联装炮塔内的203毫米34式速射炮，它们是以背负式布局成对安装在艏、艉两端。其防空武器则包括十二门105毫米65倍径炮、十二门37毫米炮以及八门20毫米炮。舰只还配备有一对管径为533（21.0英寸）的三联装鱼雷发射管，与后部舰艛并排安装。此外，吕措号也搭载有三架阿拉多196型水上飞机和一套飞机弹射器。在装甲方面，舰只的水线装甲带装甲带厚度为70至80（2.8至3.1英寸）；其上层甲板有12至30（0.47至1.18英寸）厚，而主装甲甲板的厚度为20至50（0.79至1.97英寸）。主炮炮塔则有105（4.1英寸）厚的表面和70（2.8英寸）厚的侧面。

## 服役历史

### 吕措号
吕措号是由纳粹德国海军（战争海军）向不来梅的德席马格船厂订购。它最初被设计为希佩尔将军级重巡洋舰的轻量化版本，配备十二门150（5.9英寸）口径炮而非希佩尔将军号的的八门203（8.0英寸）口径炮。然而，战争海军其后于1936年11月14日决定，将以与希佩尔将军号相同的方式建造该舰。吕措号于1937年8月2日开始架设龙骨，建造编号为941。舰只于1939年7月1日下水，但没有完工。
1939年10月，在德苏两国签订《德苏信贷协定》的经济援助背景下，苏联向德国提出购买当时尚未完工的希佩尔将军级巡洋舰吕措号、塞德利茨号和欧根亲王号的请求，并计划购入德国的主力舰、海军大炮及其它海军技术。战争海军拒绝了塞德利茨号和欧根亲王号的请求（主因是兩者幾乎完工，擔心她們會成為麻煩的對手），但同意出售完工程度較低的吕措号、380（15英寸）炮塔及其它军备。这艘重巡洋舰的价格定为1.5亿國家馬克，几乎是其最初成本8359万马克的两倍。销售内容包括完整的技术规格、发动机试验结果以及备件。80%的材料将在转让后的十二个月内提供，其余材料则会在十五个月内提供。为了转运至苏联，吕措号被重新命名为“L”，这也是它最初的合同名称。
1940年2月，当购销协议达成时，吕措号正在不来梅进行舾装工作。由于其主炮已被转移至德国陆军并安装用作列车炮；它们不得不进行拆除然后送返不来梅。然后，舰只于4月15日由德国一家私营拖轮公司拖运至列宁格勒。两国海军同意由德国负责海上护航，其中包括出动驱逐舰和小型舰艇，并由海军少将奥托·费格受命指挥此次行动。费格随后还负责带领一个顾问委员会，负责协助苏联完成该舰的建造。

### 彼得罗巴甫洛夫斯克号
当舰只抵达列宁格勒时，只有两座前部炮塔已经安装完毕，而舰艛的桥跨结构则仍不完整。唯一安装的副炮为37毫米高射炮。苏联海军于1940年9月25日将舰只更名为“彼得罗巴甫洛夫斯克号”，并指定它在船舶“83号项目（Pr.83）”的框架下完成建造。该舰的设计为规划中的重巡洋舰项目，即“82号项目”提供了基础，尽管后者在工程开始前便被取消。对苏联船员的培训则存在着较大分歧；苏联人希望他们的人员在德国接受培训，而德国人更愿意向苏联派遣教官。语言障碍和缺乏国际培训任务的经验也妨碍了培训工作的顺利开展。
彼得罗巴甫洛夫斯克号的海上试航定于1941年末的某个时候开始，根据培训计划，苏联水兵直至试航前一个月才开始训练。苏联军官则决定預計于1941年秋季在德国海军学校接受培训，另有五名军官则在塞德利茨号展开服役试航时跟舰接受训练。德国教官也将被派往列宁格勒，以培训轮机舱人员。在彼得罗巴甫洛夫斯克号入役时，相关的德国训练和技术手册将发放给苏联海军，但仅限于德文版。
至1941年6月情況丕變，彼得罗巴甫洛夫斯克号仍未完工。尽管如此，它还是在当年8月德国入侵苏联时，被用作一个浮动的炮台协助参与列宁格勒保卫战。而其它几艘军舰，包括巡洋舰马克西姆·高尔基号，也加入彼得罗巴甫洛夫斯克号的行列，对推进中的德国人实施炮击。9月7日，舰只向包围该城的德国部队开火；它从前部主炮炮塔——即仅有的两座可用设备中射出四十轮齐射，在作战中共耗费了约700发弹药。1941年9月17日，彼得罗巴甫洛夫斯克号遭德国重炮击至失效；在中弹58次之后，该舰被迫搁滩以避免沉没。

### 塔林和第聂伯號

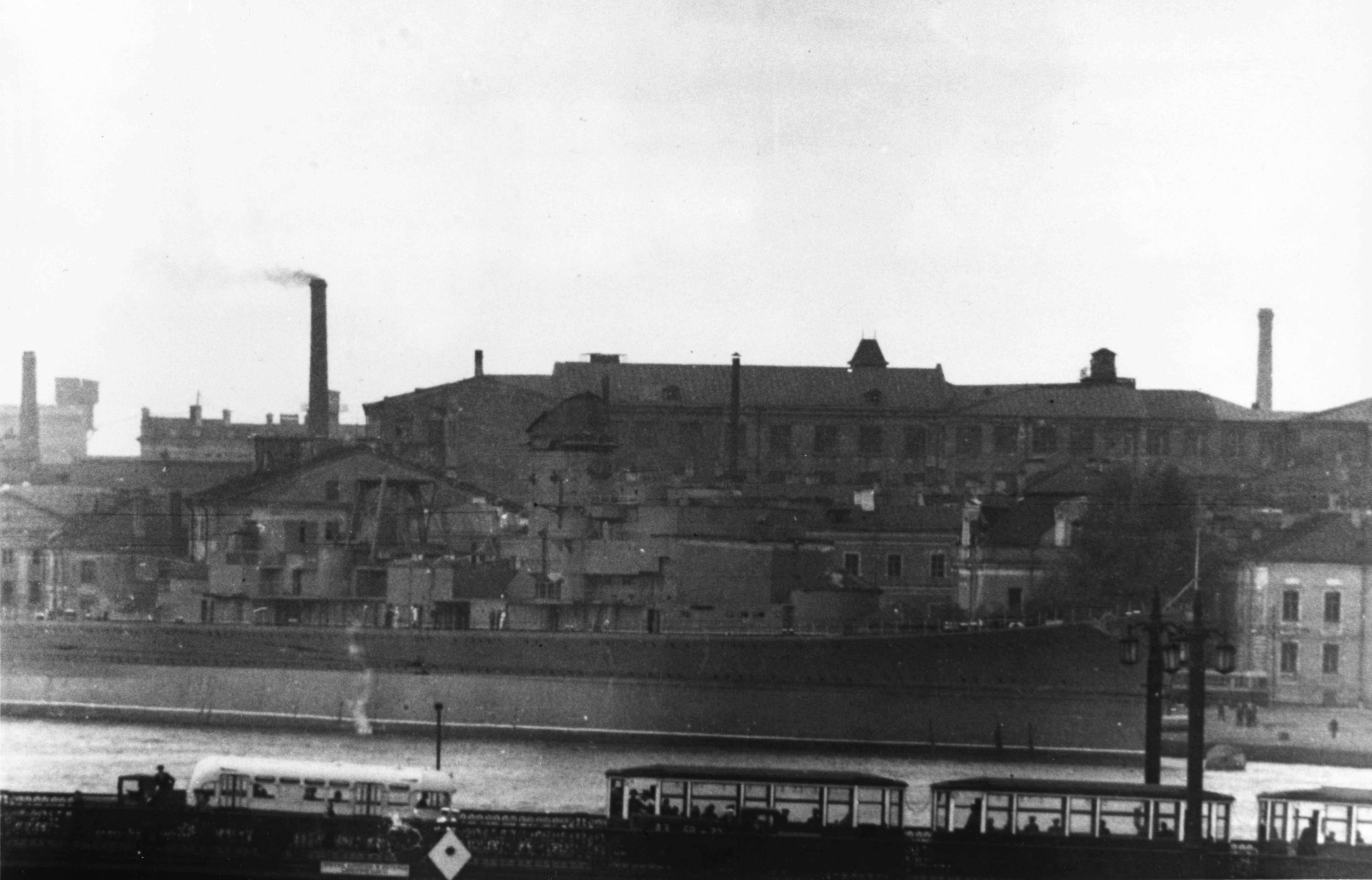
塔林号约1949年于列宁格勒

1942年4月4日，德国第一航空军团对列宁格勒的苏联海军部队发动了一次大型攻势：62架Ju87、33架Ju88和37架He111轟炸機轮番袭击了港口内的舰艇。彼得罗巴甫洛夫斯克号被命中1次（计入汉斯-乌尔里希·鲁德尔战功），遭受了严重的破坏，随后沉没。苏联海军于1942年9月17日将该舰打捞出水面，并拖至涅瓦河进行维修。在1943年更名为“塔林号”后，舰只于1944年重新入役以支持苏联的反攻，进而解除列宁格勒的围城。1945年战争胜利后，该舰被拖回波罗的海造船厂进行维修，但困於預算，舰只从未完工，縱使在1945年蘇聯俘虜同級4號艦——已成為輕航威悉號的塞德利茨號，但最終計畫取消，理由是價格昂貴（1.6亿卢布）。最後于战争结束后被用作一艘固定式的教练船。它后来再被移至涅瓦河担任浮动兵营，并于1953年3月11日更名为“第聂伯号（Днепр）”。舰只最终的处置日期尚不明确；海军历史学家埃里希·格勒纳的报告称它一直被保留至1960年才拆解报废，而《康氏世界战舰大全》则声称该舰于1958－59年间年拆解。托比亚斯·菲尔宾的报告则指出，该舰于1953年便已拆解。

## 後世登場

### 遊戲
- 2020年5月，吕措号分別以「塔林號」與「彼得罗巴甫洛夫斯克号」的身分在戰艦世界中登場，前者為基於呂措號被蘇聯完成全面維修後恢復現役的架空假設8階科研船，後者為全架空的10階科研船，國籍為蘇聯艦船[28][29]。

## 外部連結
蘇聯海軍油畫（編號五即為描绘彼得罗巴甫洛夫斯克号在列宁格勒保卫战时的油画） （页面存档备份，存于）